# کورینگهام، اسکس
latitudeکورینگهام، اسکسlongitudeکورینگهام، اسکس
کورینگهام، اسکس (به انگلیسی: Corringham, Essex) یک شهرک در بریتانیا است که در اسکس واقع شده‌است.